# Piotr Krawczyk
Piotr Krawczyk (Siedlce, 1994. december 29. –) lengyel labdarúgó, a Górnik Zabrze csatárja.

## Pályafutása
Krawczyk a lengyelországi Siedlce városában született.
Profi pályafutását a Naprzód Skórzecnél kezdte. A 2013–14-es szezonban a másodosztályú Pogoń Siedlce csapatát erősítette kölcsönben. A lehetőséggel élve, 2014-ben a klubhoz szerződött. 2016-ban a Świt NDM-nél, míg 2018-ban az Orlęta Radzyń Podlaskinál szerepelt kölcsönben. 2018-ban a Legionovia Legionowo csapatához igazolt.
2019. július 1-jén négyéves szerződést kötött az első osztályban szereplő Górnik Zabrze együttesével. Először a 2019. augusztus 17-ei, Jagiellonia Białystok ellen 3–1-re elvesztett mérkőzés 88. percében, Łukasz Wolsztyński cseréjeként lépett pályára. Első ligagólját 2020. március 3-án, a Lech Poznań ellen 4–1-es vereséggel zárult találkozón szerezte meg.

## Statisztikák
2023. július 23. szerint
| Klub          | Szezon   | Osztály     | Bajnokság | Bajnokság | Kupa és Ligakupa | Kupa és Ligakupa | Nemzetközi | Nemzetközi | Összesen | Összesen |
| Klub          | Szezon   | Osztály     | Meccs     | Gól       | Meccs            | Gól              | Meccs      | Gól        | Meccs    | Gól      |
| ------------- | -------- | ----------- | --------- | --------- | ---------------- | ---------------- | ---------- | ---------- | -------- | -------- |
| Górnik Zabrze | 2019–20  | Ekstraklasa | 12        | 1         | 1                | 1                | —          | —          | 13       | 2        |
| Górnik Zabrze | 2020–21  | Ekstraklasa | 26        | 4         | 2                | 0                | —          | —          | 28       | 4        |
| Górnik Zabrze | 2021–22  | Ekstraklasa | 30        | 5         | 4                | 0                | —          | —          | 34       | 5        |
| Górnik Zabrze | 2022–23  | Ekstraklasa | 24        | 4         | 2                | 1                | —          | —          | 26       | 5        |
| Górnik Zabrze | 2023–24  | Ekstraklasa | 1         | 0         | 0                | 0                | —          | —          | 1        | 0        |
| Összesen      | Összesen | Összesen    | 93        | 14        | 9                | 2                | 0          | 0          | 102      | 16       |